# Eldorbek Suyunov
Eldorbek Suyunov (12 de abril de 1991) é um futebolista profissional usbeque que atua como goleiro.

## Carreira
Eldorbek Suyunov representou a Seleção Usbeque de Futebol na Copa da Ásia de 2015.